# (1741) Джиклас
(1741) Джиклас (англ. Morgan) — типичный астероид главного пояса, который был открыт 26 января 1960 года в рамках проекта IAP в обсерватории им. Гёте Линка и назван в честь американского астронома Генри Ли Джикласа.

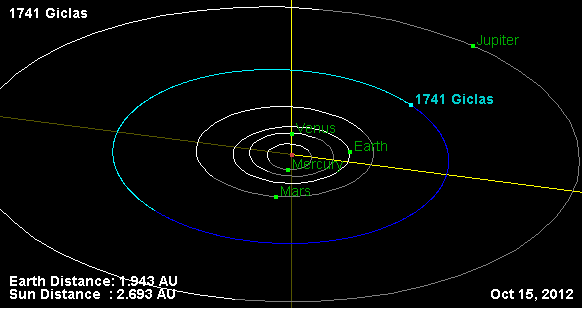
Орбита астероида Джиклас и его положение в Солнечной системе